# مالئو
مالئو (به ایتالیایی: Maleo) یک کومونه در ایتالیا است که در استان لودی واقع شده‌است. مالئو ۲۰٫۰ کیلومتر مربع مساحت و ۳٬۳۴۴ نفر جمعیت دارد.